# 区長 (ニューヨーク市)
区長 (Borough President, 非公式の略称はBP、またはスラングではbeep) は、ニューヨーク市の五つの行政区 (borough) の各区ごとに選挙で選ばれる公職である。現状の区長がニューヨーク市政府内で実際に持つ権限は小さいが、代わりに彼らは担当の行政区の重要な事案を調停する儀礼的な代表者として主に働く。
区長は、市長に対する助言、担当行政区の土地利用に関する意見、年間の自治体予算編成において区のニーズへの予算要求、地域委員の指名、区委員会 (Borough Board) の議長、および様々な市の委員会 (board and committee) の職務上のメンバーなどの職務を務める。彼らは担当行政区の市長機関（部局）、市議会、ニューヨーク州政府、公団および民間企業に対して区の支援者として働く。彼らに対する規則はニューヨーク市規則 (en) の45編に記されている。

## 区長職の設立理由
1898年1月1日、ニューヨーク市にブルックリン区、クイーンズ区、マンハッタン区、ブロンクス区、リッチモンド区（現スタテンアイランド区）の五つの行政区が創設された。これ以前は、ニューヨーク市とニューヨーク郡の範囲は同じで、マンハッタン区とブロンクス区を合わせたものであった。五つの行政区が誕生した時点では、キングス郡がブルックリン区、ニューヨーク郡がマンハッタン区とブロンクス区、リッチモンド郡がリッチモンド区、クイーンズ郡がクイーンズ区とナッソー郡と同じ範囲となった。行政区の役割は郡のほとんどの役割を担うことを想定されたが、それらに取って代わるものとはならなかった。
区長職は、1898年のシティ・オブ・グレーター・ニューヨーク (en) の形成に伴って、憲章により創設された。後に記されたように、これはニューヨーク市の統合以降も“古い自治体への地元の誇りと愛着”を保つためであった。

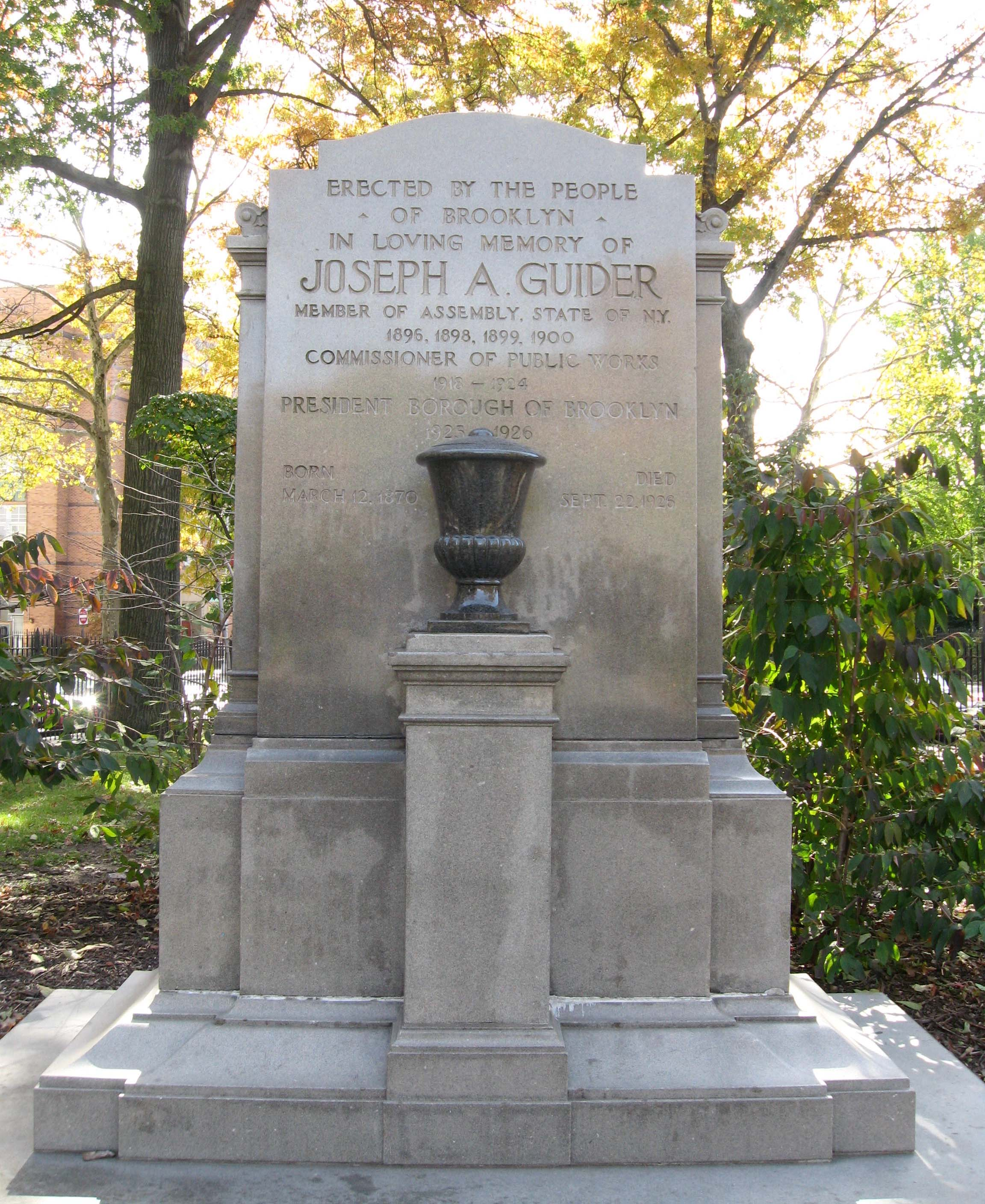
ブルックリン区長Joseph Guiderのメモリアル

1899年1月1日、クイーンズ郡が分割され、一番東の三つの町（総面積280平方マイル (730 km2)）はナッソー郡となった。
1912年4月19日、ニューヨーク州議会 (en) はブロンクス郡をニューヨーク郡から分割した（この分割は1914年1月に有効となった）。こうして、ニューヨーク郡の範囲は現在のマンハッタン区の範囲と同一となった。

## 役割
市政府の中央集権機構と行政区役所のバランスを取るために、区長職 (Office of Borough President) は設立された。行政上の重要な役割としては財政評価委員会 (en) の投票権を持っていた。この委員会は、市の予算編成の支援および土地利用の監督、契約そしてフランチャイズ（設立認可、営業許可）に対する職権を持っていた。財政評価委員会は、区長の他に市長、会計監査官 (en) および市議会議長から構成されていた。彼らはそれぞれ市民による選挙で選ばれ、市長、会計監査官、市議会議長は二つの投票権を持ち、五つの行政区長は一つの投票権を持っていた。
1989年、合衆国最高裁判所は、財政評価委員会対モリス裁判 (en, 489 U.S. 688) において、財政評価委員会へ違憲判決を言い渡した。これは、ニューヨーク市で最も人口の多い区（ブルックリン区）は最も人口が少ない区（スタテンアイランド区）よりも強い代表権を持っておらず、1964年の "一人一票"判決に準じて、この配分は修正条項第14条法の平等保護条項 (en) への違反であるとしている。
市憲章 (en) が1990年に改定され、財政評価委員会は廃止された。区長職は存続されたが、大幅に権限を剥奪された。区の予算は市長または市議会へと戻され、区内のプロジェクトのために区長の裁量で使える予算は大幅に縮小された。区長に残された最後の大きな権限であったニューヨーク市教育委員会 (en) の委員メンバーの指名権は、この委員会とともに2002年6月30日に廃止された。
区長に残された二つの主要な指名権は、都市計画委員会 (en) と教育政策委員会 (en) の委員メンバーそれぞれ一人ずつに対するものである。区長は在職中に区内の特定のプロジェクトの承認を一般的に行うが、1990年以降は区長は区の儀礼的な代表者といった地位となっている。公式には、彼らは担当区の事案に対して市長へ助言を行い、担当区の土地利用へ意見を提出し、年間の予算編成において担当区の要請を代弁し、コミュニティ・ボードのメンバーを指名し、そして様々な委員会の職務上のメンバーとして働く。彼らは一般に市長機関、市議会、州政府 (en)、公益法人 (en) および民間企業に対して、担当区の擁護者として働きかける。
区長は一度選出されると四年の任期を持ち、連続して選挙に勝てば最大で三期連続（12年）まで勤めることができる。
2014年現在の区長は以下の表の通り：
| 行政区               | 区長              | 政党   |
| -------------------- | ----------------- | ------ |
| ブロンクス区         | en:Ruben Diaz Jr. | 民主党 |
| ブルックリン区       | Eric Adams        | 民主党 |
| マンハッタン区       | en:Gale Brewer    | 民主党 |
| クイーンズ区         | en:Melinda Katz   | 民主党 |
| スタテンアイランド区 | en:James Oddo     | 共和党 |

## 区委員会
各行政区は、区長、その区に所属する市議会議員、その区のコミュニティ・ボードの委員長によって構成される区委員会 (Borough Board) を持つ。区委員会は、月に一度の会合を開き、その区のニーズに仕える。彼らの仕事には、公聴会の開催、公務・公共サービスの業績に関する聞き込み調査の実施、市が保有する土地の利用や区内での販売に対する助言などが含まれる。

## 地域委員会
ニューヨーク市は59の行政地区 (administrative district) に分割され、それぞれの地区ごとにサービスを行う地域委員会（コミュニティ・ボード）が置かれている。コミュニティ・ボードは地域を代表する集団で、ニューヨーク市民とその地域に対する擁護者として使える。各委員会には最大50名の投票権を持つ委員メンバーが属している。委員は二年の任期を持ち、毎年半数ずつが任命（指名）される。何度任命されても任期数に制限はない。加えて、すべての市議会議員は自分の選挙区に対応する地域の職務上の委員メンバーとなり、すべての委員会活動に参加することになっている。しかしながら、市議会議員の地域委員会メンバーは委員会の事案には投票しないことになっている。区長は投票権を持つ地域委員会のメンバーを任命する。任命されるメンバーの半数は市議会議員によって推薦される。すべての地域員会は、そのコミュニティ地区内の人口がほぼ等しくなるように範囲が割り当てられている。彼らには、広くは、市憲章によって"彼らが使える地区のニーズを熟慮すること"という役割が与えられている。この委員は、地域とのコミュニケーション手段が非効率的であること、使える予算が小さいこと、技術的に遅れていることなどの制約がある。結果として、住民たちの多くはこの委員会は自分たちのコミュニティや生活にそれほど重要な役割を果たしていないと見なしている。

## 歴代区長

### ブロンクス区長
| #  | 区長                                   | 政党          | 在職期間  |
| -- | -------------------------------------- | ------------- | --------- |
| 1  | ルイス・M・ハッフェン (1854–1935)      | 民主党        | 1898–1909 |
| 2  | ジョン・F・マレー (1862–1928)          | 民主党        | 1909–1910 |
| 3  | サイラス・C・ミラー (1866–1956)        | 民主党        | 1910–1914 |
| 4  | ダグラス・マシューソン (?1870–1948)    | 共和党/連合   | 1914–1918 |
| 5  | ヘンリー・ブルックナー (1871–1942)     | 民主党        | 1918–1934 |
| 6  | ジェームズ・J・ライオンズ (1890–1966)  | 民主党        | 1934–1962 |
| 7  | ジョセフ・F・ペリコーニ (1910–1994)    | 共和党/自由党 | 1962–1966 |
| 8  | ハーマン・バディロ (1929-2014)         | 民主党        | 1966–1970 |
| 9  | ロバート・エイブラムス1 (1938–)        | 民主党        | 1970–1978 |
| 10 | スタンリー・サイモン2                  | 民主党        | 1979–1987 |
| 11 | フェルナンド・フェレール3 (1950–)      | 民主党        | 1987–2002 |
| 12 | アドルフォ・カリオン・ジュニア (1961–) | 民主党        | 2002–2009 |
| 13 | ルーベン・ディアス・ジュニア (1973–)   | 民主党        | 2009-2021 |
| 14 | ヴァネッサ・L・ギブソン (1979–)        | 民主党        | 2021-     |

脚注：
1. 1978年11月、ニューヨーク州司法長官 (en) として選出される
2. 1979年1月5日、欠員補充として選出される；1987年3月11日、辞任
3. 1987年4月15日、欠員補充として選出される

### ブルックリン区長
| #  | 区長                                | 政党                          | 在職期間  |
| -- | ----------------------------------- | ----------------------------- | --------- |
| 1  | en:Edward M. Grout (1861–1931)      | 民主党                        | 1898–1901 |
| 2  | en:J. Edward Swanstrom (1853–1911)  | 連合                          | 1902–1903 |
| 3  | en:Martin W. Littleton (1872–1934)  | 民主党-無所属                 | 1904–1905 |
| 4  | Bird S. Coler (1867–1941)           | en:Municipal Ownership League | 1906–1909 |
| 5  | en:Alfred E. Steers (c. 1861–1948)  | 民主党-無所属                 | 1910–1913 |
| 6  | en:Lewis H. Pounds (1861–1947)      | 共和党/連合                   | 1913–1917 |
| 7  | en:Edward J. Riegelmann (1870–1941) | 民主党                        | 1918–1924 |
| 8  | en:Joseph A. Guider (1870–1926)     | 民主党                        | 1925–1926 |
| 9  | en:James J. Byrne (1863–1930)       | 民主党                        | 1926–1930 |
| 10 | en:Henry Hesterberg (c. 1882–1950)  | 民主党                        | 1930–1933 |
| 11 | en:Raymond V. Ingersoll (1875–1940) | 民主党/連合                   | 1934–1940 |
| 12 | en:John Cashmore (1895–1961)        | 民主党                        | 1940–1961 |
| 13 | John F. Hayes (1915–2001)           | 民主党                        | 1961      |
| 14 | en:Abe Stark (1894–1972)            | 民主党                        | 1962–1970 |
| 15 | en:Sebastian Leone (?-)             | 民主党                        | 1970–1976 |
| 16 | en:Howard Golden (1925-)            | 民主党                        | 1977–2001 |
| 17 | en:Marty Markowitz (1945-)          | 民主党                        | 2002–2013 |
| 18 | Eric Adams                          | 民主党                        | 2014–     |

### マンハッタン区長
- ブロンクスの一部がニューヨーク市に編入された1874年以前は、ニューヨーク市は現在のマンハッタン区内に収まる範囲であった。1898年以前のニューヨーク市長に関しては歴代ニューヨーク市長の一覧を参照のこと。

| #  | 区長                                     | 政党        | 在職期間 †         |
| -- | ---------------------------------------- | ----------- | ------------------ |
| 1  | en:Augustus W. Peters (1844–1898)        | 民主党      | 1898–1899          |
| 2  | en:James J. Coogan (1845–1915)           | 民主党      | 1899–1901          |
| 3  | en:Jacob A. Cantor (1854–1921)           | 民主党      | 1902–1903          |
| 4  | en:John F. Ahearn (1853–1920)            | 民主党      | 1904–1909          |
| -  | en:John Cloughen（代理）(–1911)          | 民主党      | Dec. 1909 (4 days) |
| 5  | en:George McAneny1 (1869–1953)           | 連合/民主党 | 1910–1913          |
| 6  | en:Marcus M. Marks (1858–1934)           | 共和党      | 1914–1917          |
| 7  | Frank Dowling2 (c. 1865–1919)            | 民主党      | 1918–1919          |
| 8  | en:Edward F. Boyle (c.1876–1943)         | 民主党      | 1919               |
| -  | en:Michael Loughman（代理）(c.1867–1937) | 民主党      | 1919               |
| 9  | en:Henry H. Curran3                      | 共和党      | 1920–1921          |
| 10 | en:Julius Miller (1880–1955)             | 民主党      | 1922–1930          |
| 11 | en:Samuel Levy (1876–1953)               | 民主党      | 1931–1937          |
| 12 | en:Stanley M. Isaacs (1882–1962)         | 共和党      | 1938–1941          |
| 13 | en:Edgar J. Nathan (1891–1965)           | 共和党      | 1942–1945          |
| 14 | en:Hugo Rogers (1899–1974)               | 民主党      | 1946–1949          |
| 15 | en:Robert F. Wagner, Jr.4 (1910–1991)    | 民主党      | 1950–1953          |
| 16 | en:Hulan E. Jack5 (1906–1986)            | 民主党      | 1954–1961          |
| 17 | en:Edward R. Dudley6 (1911–2005)         | 民主党      | 1961–1964          |
| -  | en:Earl Louis Brown（代理）7 (1903–1980) | 民主党      | 1965               |
| 18 | en:Constance Baker Motley8 (1921–2005)   | 民主党      | 1965–1966          |
| 19 | en:Percy Sutton3, 9 (1920–2009)          | 民主党      | 1966–1977          |
| 20 | en:Andrew Stein3 (1945-)                 | 民主党      | 1978–1985          |
| 21 | デイヴィッド・ディンキンズ10, 3 (1927-)  | 民主党      | 1986–1989          |
| 22 | en:Ruth Messinger3 (1941-)               | 民主党      | 1990–1997          |
| 23 | en:C. Virginia Fields3 (1946-)           | 民主党      | 1998–2005          |
| 24 | en:Scott Stringer (1960-)                | 民主党      | 2006–2013          |
| 25 | en:Gale Brewer (1951-)                   | 民主党      | 2014–              |

脚注：
†  任期の欄で特に月が示されていない場合は、1月始まりの12月終わり。
c.  (circa=頃) おおよそ
1. Board of Aldermen議長（初めて市長職を継ぐ）,1914–1916；会計監査官 (en) , 1933
2. Board of Aldermen議長, 1917
3. ニューヨーク市長選に落選
4. ニューヨーク市長、1954–1965
5. 1961年1月16日、区長職を剥奪される
6. 1961年1月31日、欠員補充として選出される；1961年11月、任期満了まで選出；1964年11月、最高裁判官に選出；1964年12月31日、辞任
7. 副区長 (Deputy Borough President) であったが、Dudleyの辞任からMotleyの選出まで区長職を代理
8. 1965年2月23日、欠員補充として選出される；1965年11月、任期満了まで選出；連邦判事として辞任
9. 13, 1966年9月13日、欠員補充として選出される；1966年11月、残りの任期まで選出；その後、二度再選
10. ニューヨーク市長、1990–1993

### クイーンズ区長
| #  | 区長                                 | 政党   | 在職期間  |
| -- | ------------------------------------ | ------ | --------- |
| 1  | Frederick Bowley (1851–1916)         | 民主党 | 1898–1901 |
| 2  | Joseph Cassidy (c.1866–1920)         | 民主党 | 1902–1905 |
| 3  | en:Joseph Bermel (1860–1921)         | 民主党 | 1906–1908 |
| 4  | en:Lawrence Gresser (1851–1935)      | 民主党 | 1908–1911 |
| 5  | en:Maurice E. Connolly (1881–1935)   | 民主党 | 1911–1928 |
| 6  | en:Bernard M. Patten                 | 民主党 | 1928      |
| 7  | en:George U. Harvey (c. 1881–1946)   | 共和党 | 1929–1941 |
| 8  | James A. Burke (1890–1965)           | 民主党 | 1942–1949 |
| 9  | en:Maurice A. FitzGerald (1897–1951) | 民主党 | 1950–1951 |
| 10 | en:Joseph F. Mafera (1895–1967)      | 民主党 | 1951      |
| 11 | en:James A. Lundy (1903–1973)        | 共和党 | 1952–1957 |
| 12 | en:James J. Crisona (1907–2003)      | 民主党 | 1958–1959 |
| 13 | en:John T. Clancy (1903–1985)        | 民主党 | 1959–1962 |
| 14 | en:Mario J. Cariello (1907–1985)     | 民主党 | 1963–1968 |
| 15 | en:Sidney Leviss (1917–2007)         | 民主党 | 1969–1971 |
| 16 | en:Donald Manes1 (1934–1986)         | 民主党 | 1971–1986 |
| 17 | en:Claire Shulman2 (1926-)           | 民主党 | 1986–2001 |
| 18 | en:Helen M. Marshall (1929-)         | 民主党 | 2002–2013 |
| 19 | en:Melinda Katz (1965-)              | 民主党 | 2014–     |

脚注：
c. (circa=頃) おおよそ
1. 汚職疑惑により2月に自殺未遂から退職。1986年3月13日、自殺。
2. 初の女性区長

### スタテンアイランド区長
1975年、リッチモンド区長は正式にスタテンアイランド区長と改名した。
| #  | 区長                                | 政党   | 在職期間  |
| -- | ----------------------------------- | ------ | --------- |
| 1  | en:George Cromwell (1860–1934)      | 共和党 | 1898–1913 |
| 2  | en:Charles J. McCormack (-1915)     | 民主党 | 1914–1915 |
| 3  | en:Calvin D. Van Name (1857–1924)   | 民主党 | 1915–1921 |
| 4  | en:Matthew J. Cahill (-1922)        | 民主党 | 1922      |
| 5  | John A. Lynch                       | 民主党 | 1922–1933 |
| 6  | en:Joseph A. Palma (1889–1969)      | 共和党 | 1934–1945 |
| 7  | en:Cornelius A. Hall (1889–1953)    | 民主党 | 1946–1953 |
| 8  | en:Edward G. Baker (1906–1971)      | 民主党 | 1953–1954 |
| 9  | en:Albert V. Maniscalco (1908–1998) | 民主党 | 1955–1965 |
| 10 | en:Robert T. Connor (1919–2009)     | 共和党 | 1966–1977 |
| 11 | en:Anthony Gaeta (1927–1988)        | 民主党 | 1978–1984 |
| 12 | en:Ralph J. Lamberti (1933-)        | 民主党 | 1984–1989 |
| 13 | en:Guy V. Molinari (1928-)          | 共和党 | 1990–2001 |
| 14 | en:James Molinaro (1931-)           | 保守党 | 2002–2013 |
| 15 | en:James Oddo (1966-)               | 共和党 | 2014–     |

## 出展
注釈
1. ↑  任期の欄で月が示されていないものは1月から1月まで
2. 1 2 3  任期の欄で特に月が示されていない場合は、1月始まりの12月終わり。

脚注
1. ↑  New York. Laws of New York; 1897, 120th Session, Chapter 378; Section 2; Page 2.
2. ↑  Jackson, Kenneth T. (1995). The Encyclopedia of New York City. New Haven, Connecticut: The New York Historical Society and Yale University Press. pp. 129–130. ISBN 0-300-05536-6
3. ↑  New York. Laws of New York; 1899, 121st Session, Chapter 588; Section 1; Page 1336.
4. ↑  New York. Laws of New York; 1912, 135th Session, Chapter 548; Section 1; Page 1352.
5. 1 2  Cornell Law School Supreme Court Collection: Board of Estimate of City of New York v. Morris, accessed June 12, 2006
6. ↑  'A champion for Brooklyn': Pols have raised big bucks for race to become borough president By Lore Croghan (New York Daily News) January 14, 2013
7. ↑  Consider the needs of the district which it serves